# Vanil Noir
De Vanil Noir is met zijn 2.389 meter de hoogste berg van de Fribourger Alpen in het kanton Fribourg. De berg ligt op de grens van de Zwitserse kantons Vaud en Fribourg.
De berg ligt ten oosten van de streek Gruyère en ten noorden van het Pays d'Enhaut. Ten noorden van de Vanil Noir verheft zich de iets lagere Dent de Brenleire (2358 m). Het kalkrijke gebergte vertoont karstverschijnselen zoals dolinen en grotten. Sinds 1983 wordt een stuk natuur van 15 km² rondom de top beschermd. In het Vallon des Morteys komen bijzondere plantensoorten voor als de Alpen-Betonie. Tevens leven er grote populaties steenbokken en gemzen.